# Ohtja
Ohtja (Duits: Ochtjas) is een plaats in de Estlandse gemeente Saaremaa, provincie Saaremaa. De plaats heeft de status van dorp (Estisch: küla) en heeft 5 inwoners (2021).
Tot in oktober 2017 lag Ohtja in de gemeente Mustjala. In die maand ging Mustjala op in de fusiegemeente Saaremaa.
Ohtja ligt bij de rivier Tirtsi. In de omgeving lag vroeger het meer Ohtja järv (10,4 ha), maar dat is door wateronttrekking vrijwel verdwenen en veranderd in een moerasgebied.

## Geschiedenis
Ohtja werd voor het eerst genoemd in 1438 onder de namen an de zee to Vochtis en Vochtenssen zee. Die ‘zee’ is het meer Ohtja järv. In 1566 werden het dorp en de omgeving een leen. Zo ontstond het landgoed Ochtjas, dat tussen 1570 en 1669 in het bezit was van de familie Zöge. In 1749 kreeg Ochtjas dezelfde eigenaar als het landgoed Kiddemetz (nu Küdema): Johann Gustav von Güldenstubbe. Ochtjas was vanaf dat moment een ‘semi-landgoed’ (Duits: Beigut, Estisch: poolmõis), een landgoed dat deel uitmaakt van een groter landgoed, in dit geval Kiddemetz.
Het landhuis van Ohtja, gebouwd in de tweede helft van de 19e eeuw, werd na 1919 in gebruik genomen als boerderij.